# Eudonia halirrhoa
Eudonia halirrhoa là một loài bướm đêm trong họ Crambidae.